# Roundhay Garden Scene
Roundhay Garden Scene è un cortometraggio di 2 secondi girato il 14 ottobre 1888 ed è il secondo prodotto cinematografico di cui si abbia notizia. Per quanto sia spesso considerato come il più antico, questo primato andrebbe invece a Man Walking Around a Corner, dello stesso autore, girato prima del 18 agosto 1887.

## Trama
Nel giardino si vedono Adolphe Le Prince, Sarah Whitley, Joseph Whitley e Harriet Hartley che camminano e ridono.

## Produzione
Secondo il figlio di Le Prince, Adolphe, venne filmato al Oakwood Grange, nella casa di Joseph e Sarah Whitley, a Roundhay, un sobborgo di Leeds, West Yorkshire, Inghilterra, il 14 ottobre 1888. Si tratta di una ripresa effettuata alla velocità di 10 - 12 fotogrammi al secondo.

## Tragedia e mistero
Questo film pioniere è circondato da un'aura di mistero e tragedia. Infatti il 24 ottobre 1888, dopo soli dieci giorni dalla sua realizzazione, Sarah Robinson Whitley, presente nel cortometraggio e madre settantaduenne di Le Prince, morì. Fu sepolta il 27 ottobre alla St. John's Church, Roundhay, Leeds. Il 16 settembre 1890, mentre andava a brevettare la sua invenzione a Londra e fare la prima presentazione pubblica a New York, Louis Le Prince, regista, scomparve e fu visto per l'ultima volta sull'espresso tra Digione e Parigi. Nel 1902 Alphonse Le Prince, figlio dell'inventore, venne trovato ucciso a New York.
Queste leggende sono sicuramente dovute al fascino che le immagini in movimento fecero all'epoca e al loro "dominio" mantenuto nel tempo, rendendo le figure rappresentate straordinariamente verosimili e, per questo, immortali.
Nel 2015 è uscito The First Film, documentario biografico diretto da David Wilkinson dove si racconta anche la genesi del filmato Roundhay Garden Scene.

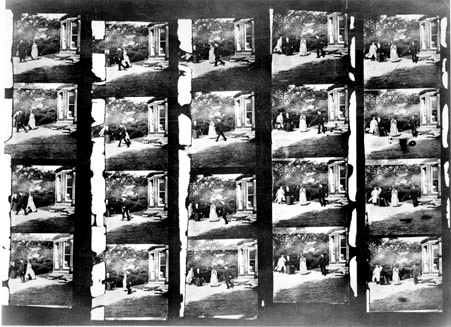
Copia di 20 fotogrammi del Roundhay Garden Scene, realizzata dal NSM nel 1930

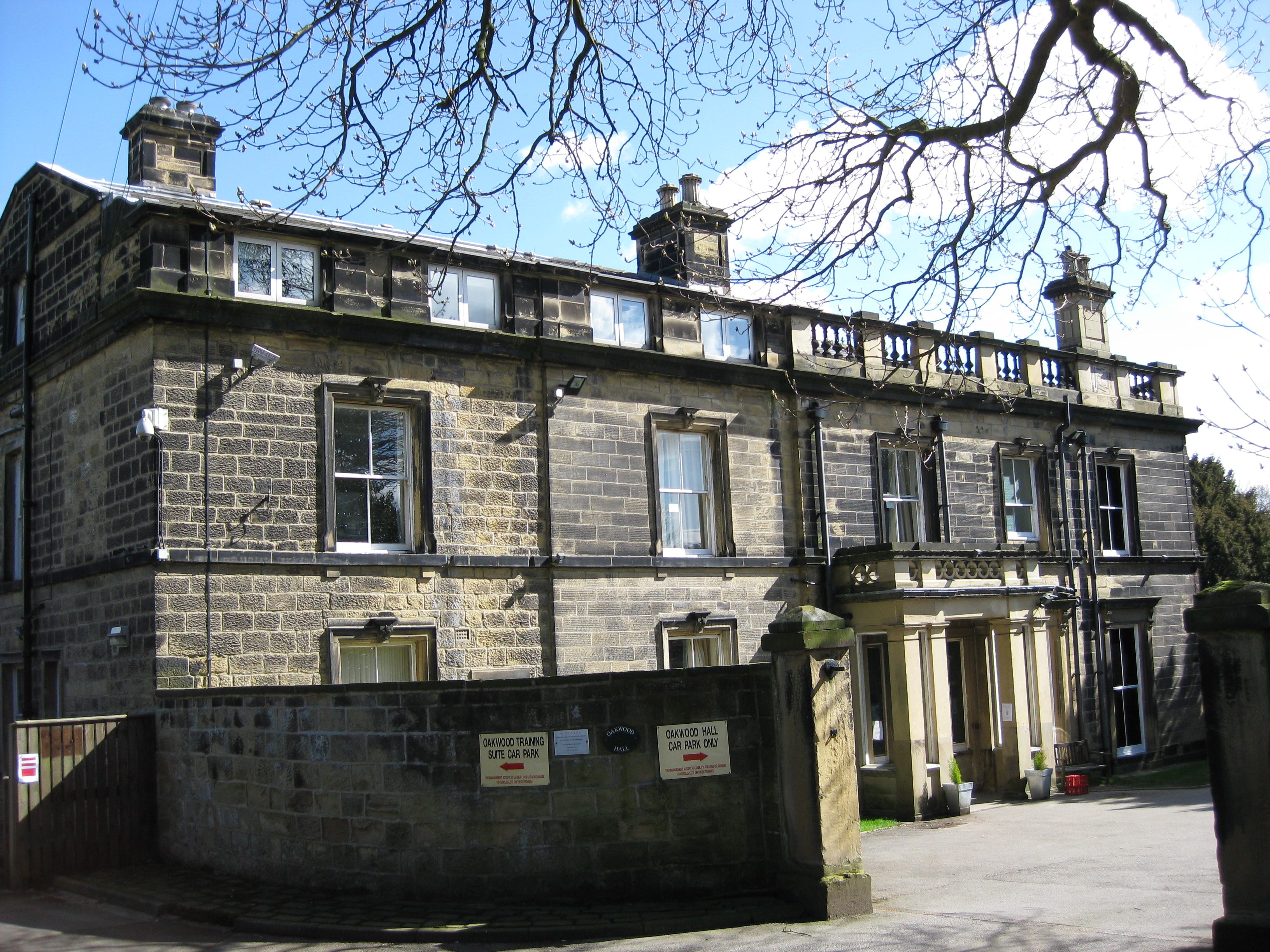
Oakwood Hall, il luogo delle riprese di Roundhay Garden Scene